# Геотехнічні дослідження та випробування
Геотехнічні дослідження та випробування (геотехнічний контроль, геотехнічні вишукування) — це багатофакторний розгалужений процес, який полягає у тривалих дослідженнях ґрунтів, коригуванні технології розробки ґрунтів в кар'єрах і ущільнення їх в споруді, передбачає аналіз характеристик ґрунтів в завершеній споруді та аналіз надійності споруди.
Достовірна оцінка надійності і довговічності роботи основ і ґрунтових споруд може бути надана при правильному визначенні:
- фізико-механічних характеристик ґрунтів, які вивчаються в процесі зведення споруди та влаштування її основи;
- кількості проб (точок контролю);
- місць відбору проб (місць контролю — контакт матеріалу ядра греблі зі скелею, бетоном, фільтром тощо);
- висотного і планового розташування точок контролю і місць відбору проб;
- об'єму проб що визначаються у відповідності з розмірами частинок ґрунту;
- методів контролю, які вибираються з рекомендованих нормативних документів, або можуть розроблятися в залежності від технології зведення споруди.

Геотехнічний контроль за якістю виконання проводиться за методикою стандартного ущільнення, згідно з якою контролюється щільність ґрунту ρd і вологість W, за якими визначається значення коефіцієнта ущільнення Kcom.
Вперше геотехнічні контрольні дослідження були застосовані в Швеції під час будівництва доріг.
У 1926 році австрійський інженер Карл Терцагі застосував цей метод на будівництві греблі водосховища Гренвіл-Дем.
Основні функції геотехнічного контролю полягають у визначенні показників фізичних властивостей ґрунту після ущільнення (вологість, щільність) та порівнянні їх з проектними значеннями щільності для того, щоб було забезпечене виконання умов.

## Стандарти
В Україні імплементовано низку стандартів ISO щодо проведення геотехнічних досліджень та випробувань, а саме:
- ДСТУ ISO 17892-1:2021 (ISO 17892-1:2014, IDT) Геотехнічні дослідження та випробування. Лабораторні випробування ґрунту. Частина 1. Визначення вмісту води.
- ДСТУ ISO 17892-2:2021 (ISO 17892-2:2014, IDT) Геотехнічні дослідження та випробування. Лабораторні випробування ґрунту. Частина 2. Визначення насипної щільності ґрунту.
- ДСТУ CEN ISO/TS 17892-3:2007 Геотехнічні дослідження та випробування. Випробування ґрунту лабораторні. Частина 3. Визначення щільності частинок пікнометричним методом (CEN ІSO/TS 17892-3:2004, ІDT).
- ДСТУ ISO/TS 17892-4:2008 Геотехнічні дослідження та випробування. Частина 4. Лабораторні випробування ґрунту для визначення гранулометричного складу (ІSO/TS 17892-4:2004, ІDT).
- ДСТУ ISO 17892-5:2021 (ISO 17892-5:2017, IDT) Геотехнічні дослідження та випробування. Лабораторні випробування ґрунту. Частина 5. Випробування на одометрі з поступовим навантаженням.
- ДСТУ ISO 17892-6:2021 (ISO 17892-6:2017, IDT) Геотехнічні дослідження та випробування. Лабораторні випробування ґрунту. Частина 6. Дослідження падаючим конусом.
- ДСТУ CEN ISO/TS 17892-7:2007 Геотехнічні дослідження та випробування. Випробування ґрунту лабораторні. Частина 7. Випробування необмежуваного опору стисканню дрібнозернистих ґрунтів (CEN ІSO/TS 17892-7:2004, ІDT).
- ДСТУ CEN ISO/TS 17892-8:2007 Геотехнічні дослідження та випробування. Випробування ґрунту лабораторні. Частина 8. Необ'єднане неосушене просторове випробування (CEN ІSO/TS 17892-8:2004, ІDT).
- ДСТУ ISO 17892-9:2021 (ISO 17892-9:2018, IDT) Геотехнічні дослідження та випробування. Лабораторні випробування ґрунту. Частина 9. Випробування на консолідацію під час тривісного стиснення водонасичених ґрунтів.
- ДСТУ ISO/TS 17892-10:2008 Геотехнічні дослідження та випробування. Частина 10. Лабораторні випробування ґрунту на поперечний зсув (ІSO/TS 17892-10:2004, ІDT).
- ДСТУ CEN ISO/TS 17892-11:2007 Геотехнічні дослідження та випробування. Випробування ґрунту лабораторні. Частина 11. Визначення проникності за постійного напору та напору, який зменшується (CEN ІSO/TS 17892-11:2004, ІDT).
- ДСТУ ISO/TS 17892-12:2008 Геотехнічні дослідження та випробування. Частина 12. Лабораторні випробування ґрунту для визначення меж Аттерберга (ІSO/TS 17892-12:2004, ІDT).
- ДСТУ ISO 14688-1:2021 (ISO 14688-1:2017, IDT) Геотехнічні дослідження та випробування. Ідентифікація та класифікація ґрунтів. Частина 1. Ідентифікація та опис.
- ДСТУ ISO 14688-2:2021 (ISO 14688-2:2017, IDT) Геотехнічні дослідження та випробування. Ідентифікація та класифікація ґрунтів. Частина 2. Класифікація.